# Asz-Szihr
Asz-Szihr (arab. الشحر) – miasto w Jemenie; 71 500 mieszkańców (2006). Przemysł spożywczy.